# Mistrzostwa Ukrainy w piłce nożnej (1993/1994)
Mistrzostwa Ukrainy w piłce nożnej – sezon 1993/1994 – III Mistrzostwa Ukrainy, rozgrywane systemem jesień – wiosna, w których 18 zespołów Wyszczej Lihi walczyli o tytuł Mistrza Ukrainy. Persza Liha składała się z 20 zespołów, a Druha Liha z 22 zespołów. Istniała też Perechidna Liha składająca się z 18 zespołów.
- Mistrz Ukrainy: Dynamo Kijów
- Wicemistrz Ukrainy: Szachtar Donieck
- Zdobywca Pucharu Ukrainy: Czornomoreć Odessa
- start w eliminacjach Ligi Mistrzów: Dynamo Kijów
- start w Pucharze UEFA: Szachtar Donieck
- start w Pucharze Zdobywców Pucharów: Czornomoreć Odessa
- awans do Wyszczej Lihi: Prykarpattia Iwano-Frankowsk, Ewis Mikołajów
- spadek z Wyszczej Lihi: Bukowyna Czerniowce, Metalist Charków
- awans do Pierwszej Lihi: FK Boryspol, Bażanoweć Makiejewka, Zirka-NIBAS Kirowohrad, Naftochimik Krzemieńczuk
- spadek z Pierwszej Lihi: Artanija Oczaków, Desna Czernihów
- awans do Druhiej Lihi: Sirius Żółte Wody, Frunzeneć Saki, Wiktor Zaporoże, FK Lwów
- spadek z Druhiej Lihi: Dnister Zaleszczyki, Szachtar Stachanow
- awans do Tretiej (Perechidnej) Lihi: LAZ Lwów, Adwis Chmielnicki, Transimpeks Wysznewo, Awanhard Roweńky, Metałurh Nowomoskowsk, Tawrija Nowotrojićke, Keramik Baranówka, Dnistroweć Białogród nad Dniestrem, Wahonobudiwnyk Krzemieńczuk, Szachtar Gorłówka, Suła Łubnie, Łada Czerniowce
- spadek z Perechidnej Lihi: Siłur Charcyzk, Promiń Sambor, Beskyd Nadwórna, Suroż Sudak, Ełektron Romny, Medyk Morszyn

- Premier-liha (1993/1994)
- II liga ukraińska w piłce nożnej (1993/1994)
- III liga ukraińska w piłce nożnej (1993/1994)